# Para-hidroxibenzoato de etilo
El etil p-hidroxibenzoato, etil para-hidroxibenzoato, p-hidroxibenzoato de etilo, para-hidroxibenzoato de etilo, etilparabeno o etil parabeno es un parabeno, la sal etil éster del ácido p-hidroxibenzoico, de fórmula HO-C6H4-CO-O-CH2CH3. Por sus propiedades antimicrobianas suele emplearse en la industria alimentaria como aditivo conservante, codificado como E-214 en el anexo de aditivos alimentarios del Codex Alimentarius. Se trata de una sal derivada de la familia de los parabenos, las cuales suelen aparecer en la literatura química abreviadamente como PHB.

## Propiedades
Es un compuesto químico, de fórmula C6H5 CO2(CH3CH2), que se presenta en forma de polvo blanco. Se trata de un antimicrobiano de bacterias fundamentalmente de gram positivas, levaduras y mohos de carácter lipofílico.

## Salud
Se suele emplear con dosis de 10 mg/kg (kilogramo de peso corporal). Puede presentar algunos problemas toxicológicos y alergias en ciertos consumidores.[cita requerida] Se acumula en el organismo.

## Usos
Se suele emplear como conservante en los derivados cárnicos, en algunas conservas vegetales, en productos de gran contenido graso, en repostería, en la preparación de salsas, mariscos en conserva y caviar.